# Volta à Suíça de 2012
A 76ª edição da Volta à Suíça disputou-se desde 9 e 17 de junho de 2012, com um percurso de 1.398,6 km distribuídos em nove etapas, com início em Lugano e final em Sörenberg.
A corrida fez parte do UCI World Tour de 2012.
O vencedor final foi Rui Costa (quem também fez-se com uma etapa). Acompanharam-lhe no pódio Fränk Schleck e Levi Leipheimer, respectivamente.
Nas classificações secundárias impuseram-se Peter Sagan (pontos, ao ganhar quatro etapas), Matteo Montaguti (montanha), Astana (equipas) e Mathias Frank (suíços).

## Equipas participantes
Tomaram parte na corrida 20 equipas: os 18 de categoria UCI ProTeam (ao ser obrigada sua participação); mais 2 categoria Profissional Continental mediante convite da organização (Team SpiderTech powered by C10 e Team Type 1-Sanofi). Formando assim um pelotón de 178 ciclistas, com 8 corredores a cada equipa, dos que acabaram 92.
| Equipes ProTeam (18)- AG2R La Mondiale - Astana - BMC Racing Team - Euskaltel-Euskadi - FDJ-BigMat - Garmin-Barracuda - Katusha Team - Lampre-ISD - Liquigas-Cannondale - Lotto-Belisol - Movistar Team - Omega Pharma-Quick Step - Orica-GreenEDGE - Rabobank - RadioShack-Nissan - Saxo Bank - Sky - Vacansoleil - DCM Equipes profissionais Continentais (2)- SpiderTech-C10 - Team Type 1-Sanofi |
| |

## Etapas

### Etapa 1.9 de junhode2012.Lugano-Lugano, 7,3km (CRI)
|   | Ciclista           | Equipa              | Tempo  |
| - | ------------------ | ------------------- | ------ |
| 1 | Peter Sagan        | Liquigas            | 9' 43" |
| 2 | Fabian Cancellara  | RadioShack-Nissan   | + 4"   |
| 3 | Moreno Moser       | Liquigas-Cannondale | + 7"   |
| 4 | Martin Elmiger     | Ag2r La Mondiale    | + 11"  |
| 5 | Fredrik Kessiakoff | Astana              | + 15"  |

|   | Ciclista           | Equipa              | Tempo  |
| - | ------------------ | ------------------- | ------ |
| 1 | Peter Sagan        | Liquigas-Cannondale | 9' 43" |
| 2 | Fabian Cancellara  | RadioShack-Nissan   | + 4"   |
| 3 | Moreno Moser       | Liquigas-Cannondale | + 7"   |
| 4 | Martin Elmiger     | Ag2r La Mondiale    | + 11"  |
| 5 | Fredrik Kessiakoff | Astana              | + 15"  |

### Etapa 2.10 de junhode2012.Verbania-Verbier, 218,3km
|   | Ciclista         | Equipa            | Tempo      |
| - | ---------------- | ----------------- | ---------- |
| 1 | Rui Costa        | Movistar          | 6h 21' 13" |
| 2 | Fränk Schleck    | RadioShack-Nissan | + 4"       |
| 3 | Mikel Nieve      | Euskaltel-Euskadi | + 12"      |
| 4 | Giampaolo Caruso | Katusha           | + 13"      |
| 5 | Thibaut Pinot    | FDJ-Big Mat       | + 13"      |

|   | Ciclista        | Equipa            | Tempo      |
| - | --------------- | ----------------- | ---------- |
| 1 | Rui Costa       | Movistar          | 6h 31' 22" |
| 2 | Fränk Schleck   | RadioShack-Nissan | + 8"       |
| 3 | Roman Kreuziger | Astana            | + 15"      |
| 4 | Thibaut Pinot   | FDJ-Big Mat       | + 19"      |
| 5 | Nicolas Roche   | Ag2r La Mondiale  | + 21"      |

### Etapa 3.11 de junhode2012.Martigny-Aarberg, 194,7km
|   | Ciclista         | Equipa              | Tempo      |
| - | ---------------- | ------------------- | ---------- |
| 1 | Peter Sagan      | Liquigas-Cannondale | 4h 35' 32" |
| 2 | Baden Cooke      | Orica-GreenEDGE     | m.t.       |
| 3 | Ben Swift        | Sky                 | m.t.       |
| 4 | Jacopo Guarnieri | Astana              | + 3"       |
| 5 | Allan Davis      | Orica-GreenEDGE     | m.t.       |

|   | Ciclista        | Equipa            | Tempo       |
| - | --------------- | ----------------- | ----------- |
| 1 | Rui Costa       | Movistar          | 11h 06' 57" |
| 2 | Fränk Schleck   | RadioShack-Nissan | + 8"        |
| 3 | Roman Kreuziger | Astana            | + 15"       |
| 4 | Thibaut Pinot   | FDJ-Big Mat       | + 19"       |
| 5 | Nicolas Roche   | Ag2r La Mondiale  | + 21"       |

### Etapa 4.12 de junhode2012.Aarberg-Olten, 188,8km
|   | Ciclista               | Equipa           | Tempo      |
| - | ---------------------- | ---------------- | ---------- |
| 1 | Peter Sagan            | Liquigas         | 4h 36' 55" |
| 2 | José Joaquín Vermelhas | Movistar         | m.t.       |
| 3 | Michael Albasini       | Orica-GreenEDGE  | m.t.       |
| 4 | Heinrich Haussler      | Garmin-Barracuda | m.t.       |
| 5 | Francesco Gavazzi      | Astana           | m.t.       |

|   | Ciclista        | Equipa            | Tempo       |
| - | --------------- | ----------------- | ----------- |
| 1 | Rui Costa       | Movistar          | 15h 43' 52" |
| 2 | Fränk Schleck   | RadioShack-Nissan | + 8"        |
| 3 | Roman Kreuziger | Astana            | + 15"       |
| 4 | Thibaut Pinot   | FDJ-Big Mat       | + 19"       |
| 5 | Nicolas Roche   | Ag2r La Mondiale  | + 21"       |

### Etapa 5.13 de junhode2012.Olten-Gansingen, 192,7km
|   | Ciclista          | Equipa            | Tempo      |
| - | ----------------- | ----------------- | ---------- |
| 1 | Vladimir Isaichev | Katusha           | 4h 58' 28" |
| 2 | Rubén Pérez       | Euskaltel-Euskadi | m.t.       |
| 3 | Salvatore Puccio  | Sky               | m.t.       |
| 4 | Karsten Kroon     | Saxo Bank         | m.t.       |
| 5 | Sébastien Minard  | Ag2r La Mondiale  | m.t.       |

|   | Ciclista        | Equipa            | Tempo       |
| - | --------------- | ----------------- | ----------- |
| 1 | Rui Costa       | Movistar          | 20h 53' 27" |
| 2 | Fränk Schleck   | RadioShack-Nissan | + 8"        |
| 3 | Roman Kreuziger | Astana            | + 15"       |
| 4 | Thibaut Pinot   | FDJ-Big Mat       | + 19"       |
| 5 | Nicolas Roche   | Ag2r La Mondiale  | + 21"       |

### Etapa 6.14 de junhode2012.Wittnau-Bischofszell, 198,5km
|   | Ciclista         | Equipa              | Tempo      |
| - | ---------------- | ------------------- | ---------- |
| 1 | Peter Sagan      | Liquigas-Cannondale | 4h 30' 08" |
| 2 | Ben Swift        | Sky                 | m.t.       |
| 3 | Allan Davis      | Orica-GreenEDGE     | m.t.       |
| 4 | Michael Albasini | Orica-GreenEDGE     | m.t.       |
| 5 | Óscar Freire     | Katusha             | m.t.       |

|   | Ciclista        | Equipa            | Tempo       |
| - | --------------- | ----------------- | ----------- |
| 1 | Rui Costa       | Movistar          | 25h 23' 38" |
| 2 | Fränk Schleck   | RadioShack-Nissan | + 8"        |
| 3 | Roman Kreuziger | Astana            | + 15"       |
| 4 | Thibaut Pinot   | FDJ-Big Mat       | + 19"       |
| 5 | Nicolas Roche   | Ag2r La Mondiale  | + 21"       |

### Etapa 7.15 de junhode2012.Gossau-Gossau, 34,3km (CRI)
|   | Ciclista           | Equipa            | Tempo   |
| - | ------------------ | ----------------- | ------- |
| 1 | Fredrik Kessiakoff | Astana            | 46' 36" |
| 2 | Fabian Cancellara  | RadioShack-Nissan | + 2"    |
| 3 | Maxime Monfort     | RadioShack-Nissan | + 20"   |
| 4 | Jérémy Roy         | FDJ-Big Mat       | + 25"   |
| 5 | Robert Gesink      | Rabobank          | + 27"   |

|   | Ciclista           | Equipa            | Tempo       |
| - | ------------------ | ----------------- | ----------- |
| 1 | Rui Costa          | Movistar          | 26h 10' 55" |
| 2 | Roman Kreuziger    | Astana            | + 50"       |
| 3 | Robert Gesink      | Rabobank          | + 55"       |
| 4 | Alejandro Valverde | Movistar          | + 1' 04"    |
| 5 | Fränk Schleck      | RadioShack-Nissan | m.t.        |

### Etapa 8.16 de junhode2012.Bischofszell-Arosa, 148,2km
|   | Ciclista         | Equipa                 | Tempo      |
| - | ---------------- | ---------------------- | ---------- |
| 1 | Michael Albasini | Orica-GreenEDGE        | 3h 45' 39" |
| 2 | Mikel Nieve      | Euskaltel-Euskadi      | + 1' 15"   |
| 3 | Levi Leipheimer  | Omega Pharma-QuickStep | m.t.       |
| 4 | Fränk Schleck    | RadioShack-Nissan      | m.t.       |
| 5 | Robert Gesink    | Rabobank               | + 1' 36"   |

|   | Ciclista        | Equipa                 | Tempo       |
| - | --------------- | ---------------------- | ----------- |
| 1 | Rui Costa       | Movistar               | 29h 58' 39" |
| 2 | Fränk Schleck   | RadioShack-Nissan      | + 14"       |
| 3 | Levi Leipheimer | Omega Pharma-QuickStep | + 21"       |
| 4 | Robert Gesink   | Rabobank               | + 25"       |
| 5 | Mikel Nieve     | Euskaltel-Euskadi      | + 40"       |

### Etapa 9.17 de junhode2012.Näfels-Sörenberg, 215,8km
|   | Ciclista           | Equipa           | Tempo      |
| - | ------------------ | ---------------- | ---------- |
| 1 | Tanel Kangert      | Astana           | 5h 54' 22" |
| 2 | Jérémy Roy         | FDJ-Big Mat      | + 2"       |
| 3 | Matteo Montaguti   | Ag2r La Mondiale | + 31"      |
| 4 | Robert Kiserlovski | Astana           | + 1' 46"   |
| 5 | Steven Kruijswijk  | Rabobank         | m.t.       |

|   | Ciclista        | Equipa                 | Tempo       |
| - | --------------- | ---------------------- | ----------- |
| 1 | Rui Costa       | Movistar               | 35h 54' 49" |
| 2 | Fränk Schleck   | RadioShack-Nissan      | + 14"       |
| 3 | Levi Leipheimer | Omega Pharma-QuickStep | + 21"       |
| 4 | Robert Gesink   | Rabobank               | + 25"       |
| 5 | Mikel Nieve     | Euskaltel-Euskadi      | + 40"       |

## Classificações

### Classificación general
| Posição | Ciclista           | Equipa                 | Tempo       |
| ------- | ------------------ | ---------------------- | ----------- |
|         | Rui Costa          | Movistar               | 35h 54' 49" |
| 2       | Fränk Schleck      | RadioShack-Nissan      | + 14"       |
| 3       | Levi Leipheimer    | Omega Pharma-QuickStep | + 21"       |
| 4       | Robert Gesink      | Rabobank               | + 25"       |
| 5       | Mikel Nieve        | Euskaltel-Euskadi      | + 40"       |
| 6       | Roman Kreuziger    | Astana                 | + 47"       |
| 7       | Tom Danielson      | Garmin-Barracuda       | + 48"       |
| 8       | Steven Kruijswijk  | Rabobank               | + 59"       |
| 9       | Alejandro Valverde | Movistar               | + 1' 42"    |
| 10      | Nicolas Roche      | Ag2r La Mondiale       | + 1' 52"    |

### Classificação por pontos
| Posição | Ciclista           | Equipa              | Pontos |
| ------- | ------------------ | ------------------- | ------ |
|         | Peter Sagan        | Liquigas-Cannondale | 102    |
| 2       | Matteo Montaguti   | Ag2r La Mondiale    | 32     |
| 3       | Tanel Kangert      | Astana              | 31     |
| 4       | Jérémy Roy         | FDJ-Big Mat         | 28     |
| 5       | José Joaquín Rojas | Movistar            | 27     |

### Classificação da montanha
| Posição | Ciclista          | Equipa            | Pontos |
| ------- | ----------------- | ----------------- | ------ |
|         | Matteo Montaguti  | Ag2r La Mondiale  | 73     |
| 2       | Tanel Kangert     | Astana            | 39     |
| 3       | Jérémy Roy        | FDJ-Big Mat       | 35     |
| 4       | Fränk Schleck     | RadioShack-Nissan | 30     |
| 5       | Vladimir Isaichev | Katusha           | 21     |

### Classificação por equipas
| Posição | Equipa            | Tempo        |
| ------- | ----------------- | ------------ |
|         | Astana            | 107h 46' 30" |
| 2       | Rabobank          | + 6' 48"     |
| 3       | Euskaltel-Euskadi | + 8' 33"     |
| 4       | Ag2r La Mondiale  | + 17' 42"    |
| 5       | RadioShack-Nissan | + 22' 47"    |

### Classificação dos suíços
| Posição | Ciclista           | Equipa           | Tempo       |
| ------- | ------------------ | ---------------- | ----------- |
|         | Mathias Frank      | BMC Racing       | 35h 57' 10" |
| 2       | Martin Elmiger     | Ag2r La Mondiale | + 19' 55"   |
| 3       | Rubens Bertogliati | Type 1-Sanofi    | + 28' 14"   |

## Evolução das classificações
| Etapa (Vencedor)                   | Classificação geral | Classificação por pontos | Classificação da montanha | Classificação por equipas | Classificação dos suíços |
| ---------------------------------- | ------------------- | ------------------------ | ------------------------- | ------------------------- | ------------------------ |
| Etapa 1 (CRI) (Peter Sagan)        | Peter Sagan         | Peter Sagan              | não se entregou           | Liquigas-Cannondale       | Fabian Cancellara        |
| Etapa 2 (Rui Costa)                | Rui Costa           | Peter Sagan              | Fränk Schleck             | Astana                    | Mathias Frank            |
| Etapa 3 (Peter Sagan)              | Rui Costa           | Peter Sagan              | Fränk Schleck             | RadioShack-Nissan         | Mathias Frank            |
| Etapa 4 (Peter Sagan)              | Rui Costa           | Peter Sagan              | Fränk Schleck             | Astana                    | Mathias Frank            |
| Etapa 5 (Vladimir Isaichev)        | Rui Costa           | Peter Sagan              | Vladimir Isaichev         | Euskaltel-Euskadi         | Mathias Frank            |
| Etapa 6 (Peter Sagan)              | Rui Costa           | Peter Sagan              | Vladimir Isaichev         | Euskaltel-Euskadi         | Mathias Frank            |
| Etapa 7 (CRI) (Fredrik Kessiakoff) | Rui Costa           | Peter Sagan              | Vladimir Isaichev         | Euskaltel-Euskadi         | Mathias Frank            |
| Etapa 8 (Michael Albasini)         | Rui Costa           | Peter Sagan              | Michael Albasini          | Euskaltel-Euskadi         | Mathias Frank            |
| Etapa 9 (Tanel Kangert)            | Rui Costa           | Peter Sagan              | Matteo Montaguti          | Astana                    | Mathias Frank            |
| Final                              | Rui Costa           | Peter Sagan              | Matteo Montaguti          | Astana                    | Mathias Frank            |